# Agostino Spinola (Kardinal)

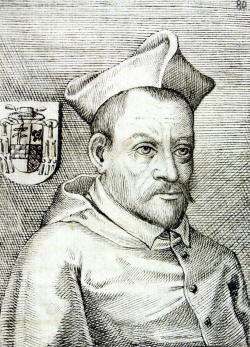
Kardinal Agostino Spinola (1527)

Agostino Spinola (* um 1480 in Savona; † 18. Oktober 1537 in Rom) war ein italienischer Kardinal.

## Leben
Spinola war durch seine Mutter ein Großneffe von Papst Sixtus IV., ein Neffe von Kardinal Pietro Riario und Cousin von Raffaele Sansoni Riario. Weitere Kardinäle der Famille Spinola waren Filippo Spinola, Orazio Spinola, Agustín Spínola, Giandomenico Spinola, Giulio Spinola, Giambattista Spinola senior, Giambattista Spinola junior, Niccolò Spinola, Giorgio Spinola, Giovanni Battista Spinola, Girolamo Spinola und Ugo Pietro Spinola.
Julius II. ernannte ihn am 19. Dezember 1509 zum Bischof von Perugia. 1512 wurde er zum Sekretär von Leo X. und war es bis zu dessen Tod 1521. 1519 wurde er zum Kommendatarabt von San Pastore de Contigliano ernannt.

Spinolas Kardinalswappen

Papst Clemens VII. kreierte ihn im Konsistorium am 3. Mai 1527 zum Kardinal. Am 3. August 1527 wurde er als Kardinalpriester von San Ciriaco alle Terme. Am 17. Juli 1528 ernannte der Papst ihn zum Administrator von Savona. Am 15. Februar 1529 legte er sein Amt als Bischof von Perugia zu Gunsten seines Bruders Carlo nieder. Am 5. September 1534 wechselte er zu Titelkirche Sant’Apollinare. Von 1528 bis zu seinem Tod war er Kardinalkämmerer der Heiligen Römischen Kirche und von 1532 bis 1533 Kämmerer des Heiligen Kardinalskollegiums. Am 10. Mai 1535 wurde er zum Administrator von Alatri ernannt.
Spinola nahm am Konklave 1534 teil, welches Paul III. wählte.
Er starb in Rom und wurde im Kloster Domenico in Savona beigesetzt.